# Principato d'Albania (Medioevo)
Il medievale Principato d'Albania fu fondato nel 1368 da Carlo Thopia, che conquistò Durazzo strappandola agli Angioini e proclamandosi principe d'Albania.
Il Principato, che manteneva saldi rapporti con la Repubblica di Venezia e con Costantinopoli, esistette per circa un secolo, resistendo alle pressioni slave dal nord. Nel XV secolo, durante le conquiste turco-ottomane dell'Oriente cristiano, le forze albanesi riuscirono a osteggiare efficacemente l'avanzata ottomana.
La conquista turca dell'Albania portò ad una migrazione massiccia e duratura (circa tre secoli, dal XV secolo al XVIII secolo) di molte famiglie albanesi verso l'Italia, dove dettero origine a numerose colonie ancora oggi esistenti, le cui comunità vengono definite Arbëreshë.

## Principi d'Albania
- Carlo Thopia (1368-1382)
- Balsha II (1382-1385)
- Karl Thopia (1385-1388)
- Gjergj Thopia (1388-1392)
- Niketa Thopia (1392-1394)
- Helena Thopia (1394-1403)
- Niketa Thopia (1403-1415)